# Casillas de Coria
Casillas de Coria là một đô thị trong tỉnh Cáceres, Extremadura, Tây Ban Nha. Theo điều tra dân số 2005 (INE), đô thị này có dân số là 484 người.
39°58′B 6°38′T / 39,967°B 6,633°T